# Duncan Ban MacIntyre

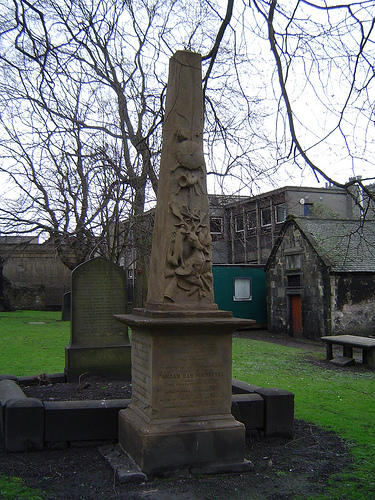
Duncan Ban MacIntyre

Duncan Ban MacIntyre, detto Duncan il Cantore (in gaelico scozzese Donnchadh Bàn Mac an t-Saoir; Druim Liaghart, 20 marzo 1724 – Edimburgo, maggio 1812), è stato un poeta scozzese gaelico, «il Bardo Cacciatore di Glen Orchy», soprannome cui i gaelici aggiungono rispettosamente  «nan Òran» (lett. «dai canti»), onore che tocca a non più di uno-due poeti per generazione. Bàn (in gaelico scozzese "il bello") è il soprannome del poeta: dalla gioventù alla vecchiaia fu eccezionalmente avvenente.

## Biografia
Nacque a Glen Orchy (Argyllshire), in una delle regioni più inaccessibili delle Highlands. I genitori non poterono mandarlo nella lontana scuola parrocchiale e il poeta non imparò a leggere né a scrivere per tutta la sua vita.
MacIntyre compose la sua prima canzone dopo aver partecipato, in circostanze assai strane, alla battaglia tra l'esercito di Hannover (casato) e quello dei montanari capitanato, almeno formalmente, “dal giovane pretendente”(che non salì mai al trono di Scozia) Carlo III, Bonnie Prince Charlie. La battaglia si svolse il 17 gennaio 1746 a Falkirk. Duncan non si trovava nelle file dei Giacobiti, ma in quelle del clan filogovernativo dei Camobell, e al tempo stesso era stato ingaggiato come soldato da un certo «gentiluomo» che non voleva combattere di persona e propose Duncan come suo «sostituto». A quella battaglia, che si risolse con una sconfitta per i filogovernativi, Duncan prese solo formalmente parte. Si sa che, se non altro, perse in battaglia la spada affidatagli dal gentiluomo, ma più verosimilmente se ne sbarazzò, salvandosi. Il proprietario della spada accampò questo pretesto per rifiutarsi di pagarlo. In risposta, Duncan scrisse la “Canzone della Battaglia di Falkirk” («Oran Do Bhlar Na h-Eaglaise Brice»), in cui deride il «gentiluomo» che l'aveva inviato in battaglia; il poeta descrive dolorosamente “la spada nera che causò tanto rumore” e per la cui perdita il proprietario “s'infuriò come un orso”. La canzone divenne rapidamente popolare e mandò in collera il gentiluomo, che aggredì il poeta, lo percosse con un bastone e gli propose “di scriverci sopra una canzone”. Fu poi condannato dal conte di Bredalbane a pagare al bardo trecento marchi scozzesi.
Il conte di Bredalbane (1696—1782) fu sempre il protettore di Duncan Ban e lo nominò suo guardaboschi e cacciatore nel Choire a' Cheathaich, a poche miglia da Beinn Dóbhrain (lett. “Monte della lontra”), che il bardo esaltò nei suoi celebri poemi. In questi luoghi il poeta servì per circa vent'anni, i migliori della sua opera. Nel 1767, vedendo che le pecore portate dal sud cominciavano a soppiantare dai pascoli i cervi a lui così cari, si trasferì a Edimburgo e si mise al servizio della Guardia Cittadina, contando di avere ancora tempo per occuparsi di poesia; una speranza che si avverò solo in piccola parte.
In quel periodo le sue poesie (o meglio, canzoni) conquistarono notorietà presso il pubblico gaelico, che era avvezzo non tanto a leggere, quanto ad ascoltare. Gli amici decisero di pubblicarle: al poeta non bastava il canto tradizionale, benché non fosse istruito. Si trovò una soluzione: il figlio del ministro del culto, che in seguito avrebbe acquistato fama come traduttore della Bibbia, venne incaricato di trascrivere i testi delle canzoni sotto la dettatura del bardo. Furono pubblicati a Edimburgo nel 1768 col titolo «Canzoni gaeliche di Duncan MacIntyre». Il libro si distingueva dalle opere composte ed era costituito da 26 brani: il primo era la «Canzone della Battaglia di Falkirk" e l'ultimо un monumentale pibroch (melodia per cornamusa) "Lode a Ben Doran". La tiratura dell'opera non ci è nota, ma superò abbondantemente le mille copie. La seconda edizione (ampliata) del libro di Duncan uscì nel 1790, la terza nel 1804; le edizioni seguenti uscirono postume e il loro numero ha superato da tempo la decina.
L'onorario per la terza edizione e la piccola pensione accordata a Duncan dal ministro dell'isola di Lismore, Donald MacNicol (An t-Ollamh Dòmhnall MacNeacail) permisero al poeta di lasciare il servizio e vivere gli ultimi anni a Edimburgo in una relativa agiatezza, continuando a scrivere le sue canzoni-poesie. L'unica opera del poeta che rechi la data precisa di composizione è "L'ultimo addio alle montagne" («Cead Deireannach nam Beann»), scritta il 19 settembre 1802, quando trascorse l'ultimo giorno sulle pendici di Ben Doran.
Il bardo morì a Edimburgo nel maggio del 1812, a 89 anni, e fu sepolto nel cimitero presbiteriano il 19 maggio. L'avviso della sua morte apparve su un giornale edimburghese solo a ottobre. Nel 1859, con i fondi raccolti mediante una sottoscrizione, venne eretto al poeta un monumento di granito alto 44 piedi (circa 13 metri e mezzo) a Glen Orchy, nella valle natia del poeta. Nel 1875 rese visita al monumento la Regina Vittoria. Nel 2005 il monumento è stato completamente restaurato.

## Opere
Dal punto di vista poetico, è fondamentale l'influsso esercitato sull'autore da Alexander MacDonald (Alasdair MacMhaighstir Alasdair, 1695—1770), grande poeta della generazione precedente, giacobita accanito e sfuggito alle autorità, ma tuttavia in grado di pubblicare a Edimburgo la sua prima raccolta di poesie in lingua gaelica nel 1751. A influire sull'opera di Duncan Ban furono soprattutto le poesie di MacDonald sui paesaggi («Ruscello di zucchero», «Canzone d'inverno», «Canzone d'estate»: su quest'ultimo Duncan scrisse una sorta di risposta; tra l'altro le stesse «canzoni sulle stagioni dell'anno» di MacDonald furono scritte sotto l'influsso dei poemi inglesi di James Thomson) e l'incarnazione della forma musicale del pibroch, in cui si alternano temi e variazioni.
L'edizione più completa e scientifica delle opere di Duncan Ban MacIntyre è 'The Songs of Duncan Bàn MacIntyre', a cura di Angus MacLeod (Edimbuyrgo, Scottish Gaelic Texts Society, 1952), più volte ristampato; l'eredità creativa del Bardo di Glen Orchy consta di 6.000 versi. Le sue opere sono state tradotte in molte lingue, dall'inglese al gallese, dal georgiano all'esperanto, e in alcuni casi pubblicate in edizione unica (per esempio quella in francese del 1930).